# Barbara Petzold
Barbara Petzold-Beyer (née le 8 août 1955 à Hammerunterwiesenthal) est une ancienne fondeuse allemande.

## Jeux olympiques
- Jeux olympiques d'hiver de 1976 à Innsbruck  Autriche:
  -  Médaille de bronze en relais 4 × 5 km.
- Jeux olympiques d'hiver de 1980 à Lake Placid  États-Unis:
  -  Médaille d'or sur 10 km.
  -  Médaille d'or en relais 4 × 5 km.

## Championnats du monde
- Championnats du monde de ski nordique 1974 à Falun  Suède:
  -  Médaille d'argent sur 10 km.
  -  Médaille d'argent en relais 4 × 5 km.
- Championnats du monde de ski nordique 1978 à Lahti  Finlande:
  -  Médaille d'argent en relais 4 × 5 km.
- Championnats du monde de ski nordique 1982 à Oslo  Norvège:
  -  Médaille de bronze en relais 4 × 5 km.